# RTL4
RTL4는 네덜란드의 방송국 RTL 네덜란드 산하의 제1채널이다. 보통 청년층을 대상으로 하고 있으며, 드라마, 예능, 교양, 뉴스 등의 다양한 프로그램을 방송하고 있다.
첫방송은 1989년 10월 2일에 Astra 1A 위성에서 송출했던 "RTL Véronique"였으며 네덜란드 최초의 민영 텔레비전 방송국으로 개국하였다. 다음해 RTL4라는 이름으로 변경되었는데, 4를 부여한 이유는 1, 2, 3은 네덜란드 공영 방송이 차지하고 있었기 때문이었다고 한다.
공식적으로 RTL4를 비롯한 RTL 네덜란드의 채널들의 본사는 룩셈부르크의 RTL 그룹이며 룩셈부르크의 방송 면허를 받고 있다.

## 자매 채널
- RTL5, RTL7, RTL8, RTL Lounge, RTL Crime, RTL Telekids, RTL24, RTL Z